# Spica
Spica (α Vir / α Virginis / Alfa Virginis), detta anche Spiga, è una stella situata nella costellazione della Vergine. Con magnitudine +1,04, è la stella più luminosa della costellazione, nonché quindicesima più brillante del cielo notturno. La sua vicinanza all'equatore celeste la rende visibile da tutte le regioni popolate della Terra. Distante circa 250 anni luce dal Sole, è in realtà un sistema binario spettroscopico formato da due luminose stelle azzurre di classe spettrale B, di cui la primaria ha già abbandonato la sequenza principale. Data la vicinanza fra le due componenti, le forze mareali distorcono la forma dei dischi stellari, che, in virtù di ciò, non sono sferici, ma ellissoidali. Il suo nome deriva dalla parola latina spica virginis , il cui significato è : "spiga di grano della Vergine", in riferimento alla pianta che la Vergine regge in mano nelle rappresentazioni canoniche del personaggio dello zodiaco.

## Osservazione

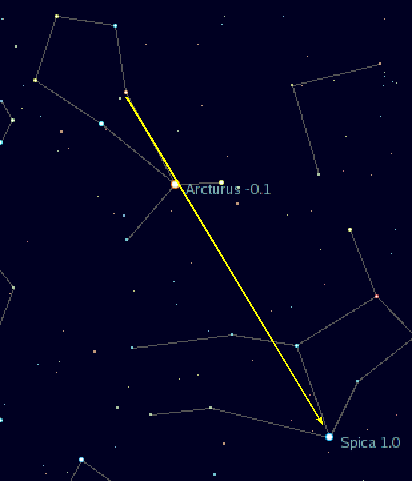
Spica è rintracciabile prolungando la direttrice che va da Rho Boötis ad Arturo.

Si presenta come una stella di colore azzurro molto intenso facilmente individuabile nel cielo seguendo l'arco formato dalla coda dell'Orsa Maggiore fino ad Arturo (α Bootis), e proseguendo per un tratto in linea retta fino a Spica. La distanza angolare fra le stelle della coda dell'Orsa e Arturo è di 31°, mentre tra Arturo e Spica è di 34°. Con Arturo e Denebola (β Leonis), Spica forma il cosiddetto Triangolo di Primavera, poiché la sua massima visibilità nell'emisfero boreale, cade nei mesi primaverili: Arturo ne marca l'angolo nord, Spica quello meridionale e Denebola quello occidentale. Si tratta di un triangolo quasi equilatero in quanto la distanza di Spica da Denebola è circa 35°, così come quella di Arturo da Denebola. Se oltre a queste tre stelle, si considera anche Cor Caroli ( α Canum Venaticorum), esse compongono un quadrilatero, formato dall'unione di due triangoli, uno dei quali è il Triangolo di Primavera e l'altro, più piccolo, è quello formato da Arturo, Denebola e Cor Caroli. Questo asterismo è chiamato Diamante della Vergine, sebbene delle quattro stelle che lo formano solo Spica appartenga a questa costellazione.
Con declinazione -11°, Spica è una stella dell'emisfero australe. Tuttavia è sufficientemente vicina all'equatore celeste da essere visibile da tutte le zone popolate della Terra. In particolare, nell'emisfero boreale non sarà visibile solo più a nord del 79º parallelo, cioè solo dalle estreme regioni settentrionali del Canada e della Groenlandia. D'altra parte questa sua posizione fa sì che appaia circumpolare solo dalle regioni antartiche.

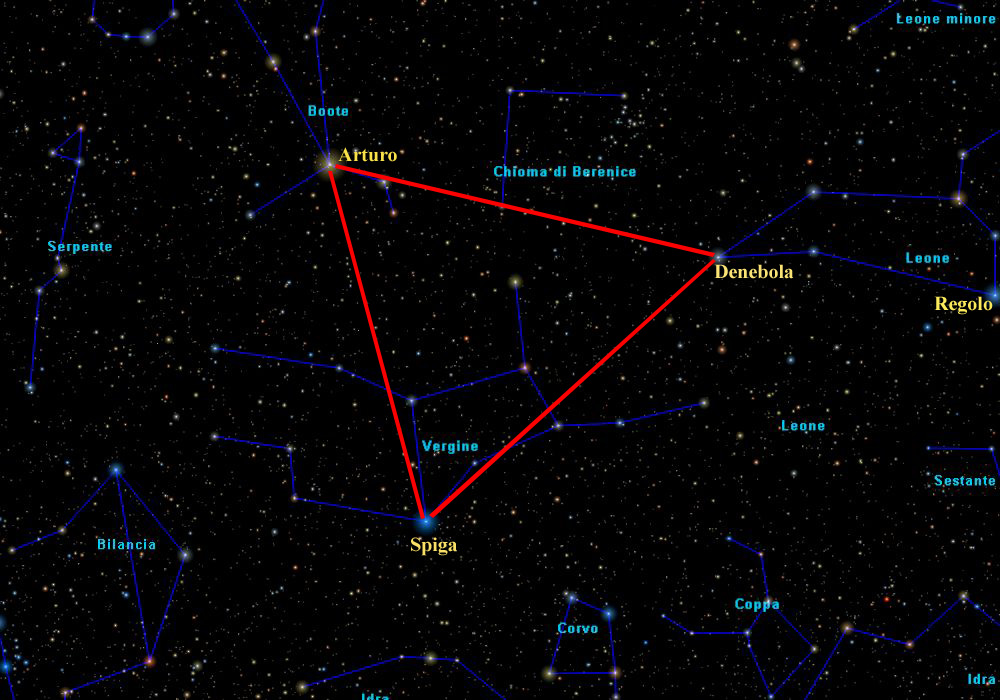
Il Triangolo di Primavera.

Spica si trova localizzata vicino all'eclittica, per cui talvolta può essere occultata dalla Luna e, anche se molto raramente, dai pianeti. L'ultima occultazione planetaria, da parte di Venere, avvenne il 10 novembre del 1783, mentre la prossima, da parte dello stesso pianeta, avverrà il 2 settembre 2197. Spica è, assieme a Regolo, l'unica stella di prima magnitudine occultata da pianeti nelle ultime migliaia di anni e condividerà con Regolo questa caratteristica anche per le prossime migliaia di anni. Il Sole passa poco più di 2° a nord di Spica il 16 ottobre di ogni anno, mentre la levata eliaca dell'astro avviene circa due settimane più tardi. Ne consegue che i mesi migliori per l'osservazione di questa stella sono quelli in cui il Sole si trova nella parte opposta dell'eclittica, cioè in corrispondenza della primavera boreale.
Si pensa che Spica sia stata la stella che permise ad Ipparco, attorno al 130 a.C., di scoprire la precessione degli equinozi. Il tempio di Tebe (in Egitto) fu costruito allineandolo con Spica attorno al 3200 a.C., e col tempo la precessione causò un lento ma rilevabile cambiamento di orientazione del tempio. Anche Niccolò Copernico fece molte osservazioni su Spica per le sue ricerche sulla precessione.

## Ambiente galattico

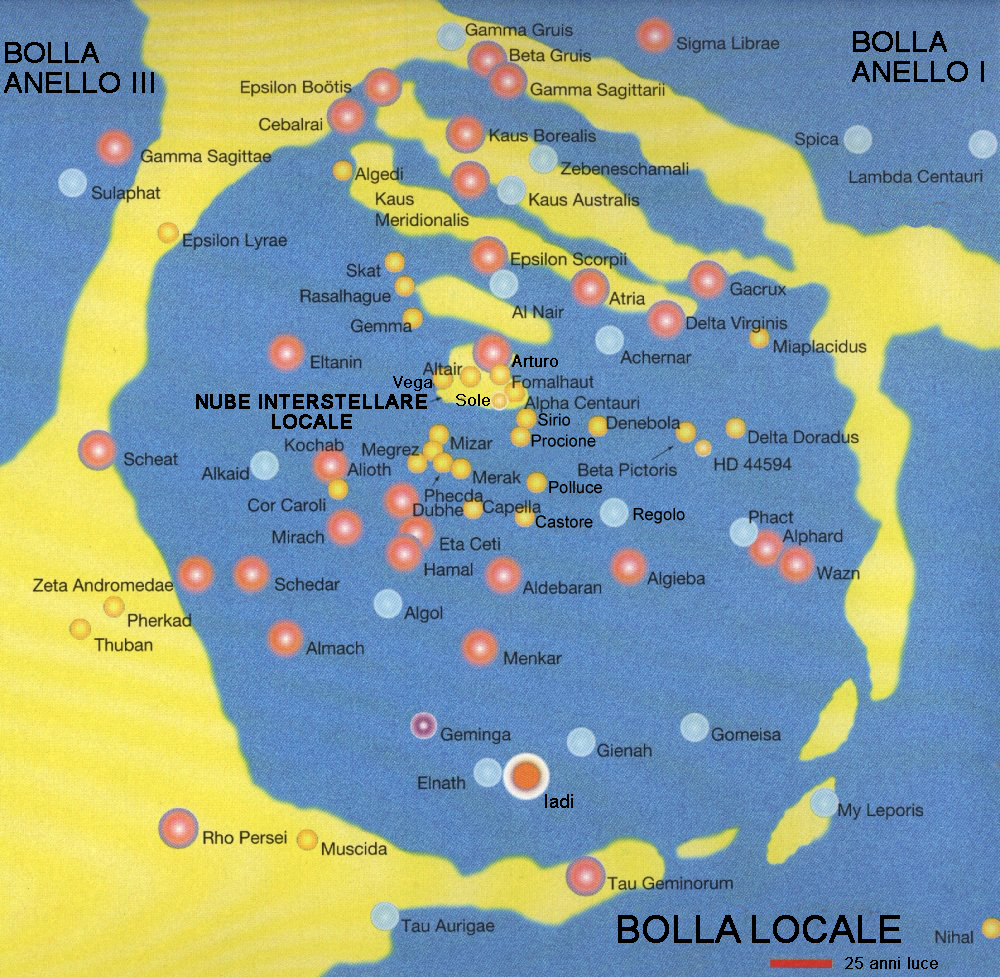
La struttura della Bolla Locale. Si apprezza la posizione di Spica (in altro a destra nell'immagine), del Sole e di altre stelle. L'immagine è orientata in modo che le stelle più vicine al centro galattico si trovino nella parte alta della stessa.

La nuova riduzione dei dati astrometrici del telescopio spaziale Hipparcos ha portato a un nuovo calcolo della parallasse di Spica, che è risultata essere 13,06 ± 0,70 mas. Pertanto la distanza di Spica dalla Terra è pari a 1/0,01306 pc, ossia 76,56 pc, equivalenti a 250 ± 13 anni luce. Ciò colloca Spica al di fuori della Bolla Locale e all'interno della Bolla Loop I, una cavità (superbolla) del mezzo interstellare situata nel Braccio di Orione, il nostro braccio di spirale della Via Lattea; dalla nostra posizione si osserva in direzione del centro galattico, fra lo Scorpione e il Lupo.
Le coordinate galattiche di Spica sono 316,11° e +50,84°. Una longitudine galattica di 316° significa che la linea ideale che congiunge il Sole e Spica, se proiettata sul piano galattico, forma con la linea ideale che congiunge il Sole con il centro galattico un angolo di 316°. Ciò significa che Spica è leggermente più vicina al centro galattico di quanto non sia il Sole. Una latitudine galattica di poco più di 50° significa che Spica si trova notevolmente più a nord rispetto al piano su cui sono posti il Sole e il centro galattico.

## Caratteristiche fisiche

### Parametri orbitali
Spica è stata una fra le prime binarie spettroscopiche ad essere scoperte. Nel 1890, subito dopo la scoperta della natura di binaria di Mizar e Algol, Hermann Carl Vogel dedusse dall'ampiezza della riga Hγ dell'idrogeno nello spettro della stella e dallo spostamento delle linee di assorbimento che la stella era composta da due componenti.
Benché datato, Herbison Evans et al. (1971) rappresenta ancora lo studio pubblicato più completo del sistema di Spica. Gli autori hanno utilizzato sia molte delle osservazioni spettroscopiche di cui la stella è stata oggetto dal 1890 in poi, che le osservazioni interferometriche effettuate fra il 1966 e il 1970 presso il Narrabri Stellar Intensity Interferometer, situato a Narrabri, nel Nuovo Galles del Sud, osservazioni che hanno permesso di risolvere le due componenti della stella. L'incrocio di questi dati ha reso possibile la deduzione dei parametri orbitali di Spica. Gli studiosi calcolano un periodo orbitale di 4,0145 giorni e un'eccentricità dell'orbita di 0,146. L'inclinazione orbitale è stimata nell'ordine di 65,9° ± 1,8°: il sistema è quindi visto dalla nostra visuale abbastanza di taglio, ma non a sufficienza perché le componenti si eclissino l'una con l'altra. Infine, la longitudine del nodo ascendente è 131,6° ± 2,1°.
L'ampiezza dell'angolo del semiasse maggiore dell'orbita della principale è risultato essere 1,54 ± 0,05 mas. Purtroppo gli autori non disponevano all'epoca della misura della parallasse effettuata da Hipparcos. Essi quindi assumono una distanza di 84 ± 4 pc (circa 273 anni luce circa) e questo altera un po' gli altri parametri. In particolare, il semiasse viene calcolato essere lungo 19,3 ± 0,6 milioni di km, mentre, assumendo una distanza di 250 anni luce, esso risulterebbe essere lungo 17,65 milioni di km.
Una delle particolarità dell'orbita di Spica è che essa va incontro a una precessione anomalistica, cioè la linea degli apsidi ruota rispetto alla nostra visuale. In particolare Herbison Evans et al. (1971) stimano che essa compia una rotazione completa ogni 124 anni. Tale fenomeno è dovuto alla mutua distorsione mareale delle due componenti.
Negli anni successivi al 1971 non sono stati pubblicati studi sul sistema di Spica così completi. Tuttavia Harrington et al. (2009) danno notizia di uno studio interferometrico del sistema non ancora pubblicato compiuto da J. P. Aufdenberg mediante il CHARA Array situato presso l'osservatorio di Monte Wilson e mediante il Sydney University Stellar Interferometer (SUSI) a Narrabri. Lo studioso corregge in parte i risultati di Herbison Evans et al. (1971) stimando una più moderata eccentricità orbitale di 0,067 ± 0,014 e una inclinazione orbitale di 54° ± 6°. Infine il periodo della precessione anomalistica è calcolato essere 135 ± 15 anni.
Il ridotto periodo orbitale e il valore del semiasse maggiore dell'orbita della principale indicano che le due componenti sono molto vicine fra loro. In particolare, esse distano mediamente 0,12 UA, pari a circa 18 milioni di km. Data questa distanza e dato che le componenti sono due stelle massicce è prevedibile che esse presentino delle interazioni reciproche significative.

### Le componenti del sistema

#### Spica A

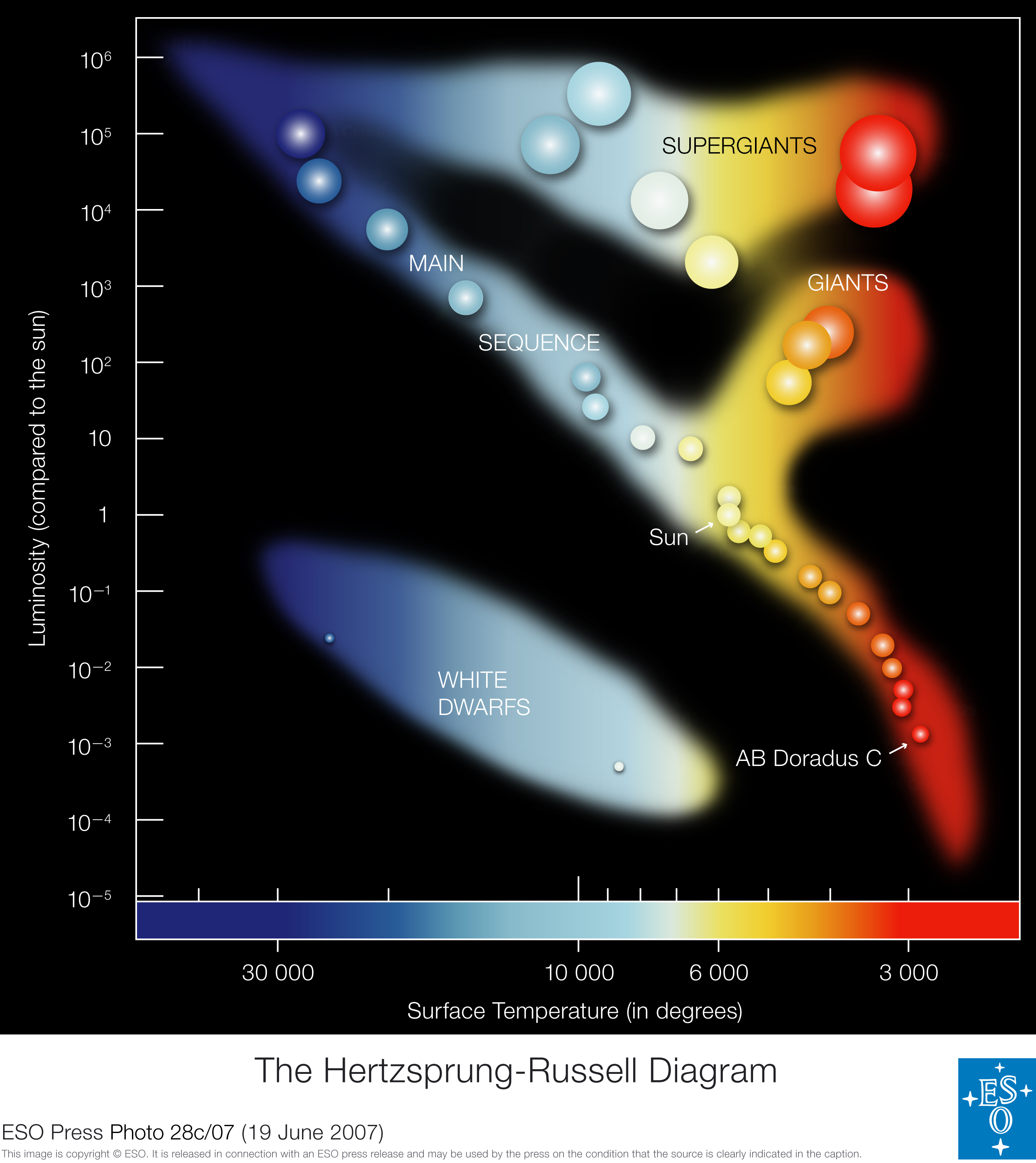
Posizione di Spica e di altre stelle nel diagramma HR.

La stella principale della coppia, Spica A, è stata variamente classificata. È stata infatti assegnata sia alla classe spettrale B1 che a alla B2, sia alle classi di luminosità V, IV e IV-III. Vi è comunque un consenso generale circa il fatto che Spica A sia una stella appartenente alle primissime sottoclassi della classe B e sul fatto che abbia abbandonato da poco la sequenza principale. Il sito SIMBAD riporta la classificazione B1 IV-III, mentre Harrington et al. (2009) la classificano come B0,5 IV-III.
Herbison Evans et al. (1971) ricavano dai parametri orbitali una massa di 10,9 ± 0,9 M☉. Questo valore è stato corretto da J. P. Aufdenberg in 10,25 ± 0,68 M☉. Per quanto riguarda il raggio, i valori riportati da Herbison Evans et al. (1971) e Aufdenberg sono rispettivamente 8,1 ± 0,5 e 7,40 ± 0,57 R☉, mentre Sterken (1986) aveva proposto 7,6 ± 0,2 R☉. Herbison Evans et al. (1971) stimano una temperatura superficiale di 22.400 ± 1000 K, mentre Odell (1974) riporta 24.000 K, Lyubimkov et al. (1995) 24.700 ± 500 K e Harrington et al. (2009) 25.000 K, mentre Tkachenko nel 2016 riporta valori di 25.300 e 20.900 per le due componenti. Per quanto riguarda la luminosità, Herbison Evans et al. (1971) calcolano una magnitudine assoluta di -3,5 ± 0,1 e una luminosità di 14.800 ± 300 L☉, mentre Tkachenko (2013) riporta un valore 25.300 L☉. Spica A è l'unica stella con temperatura superficiale superiore ai 10.000 K di cui tutti e tre i parametri della massa, della temperatura e della luminosità sono conosciuti direttamente dall'osservazione e non inferiti tramite metodi indiretti.
La velocità di rotazione di Spica A non è ben conosciuta e le valutazioni differiscono di molto fra loro. In ogni caso esse sono comprese nell'intervallo fra 140 e 200 km/s. Mediante le misure spettroscopiche è di solito possibile calcolare il valore di {\displaystyle v_{e}\cdot \sin i}, cioè della velocità di rotazione all'equatore per il seno dell'inclinazione dell'asse di rotazione. Tuttavia, nel caso di Spica, è plausibile pensare che l'inclinazione dell'asse di rotazione sia uguale all'inclinazione orbitale. Stimata quindi tale inclinazione, è possibile calcolare il valore della velocità di rotazione all'equatore. Pertanto la diversità dei valori dipende sia dalla diversità fra i risultati delle misurazioni spettroscopiche, sia dalle diverse valutazioni dell'inclinazione orbitale. Herbison Evans et al. (1971) calcolano un valore di 176 ± 5 km/s, Walker et al. (1982) 197 km/s, Smith (1985) 165 km/s, Abt et al. (2002) 140 km/s; infine Harrington et al. (2009) riportano il valore misurato da J. Aufdenberg di 199 ± 5 km/s. Walker et al. (1982) ipotizzano che il periodo di rotazione di Spica A possa essere uguale al periodo orbitale, cioè che l'orbita di Spica A possa essere sincrona. Tuttavia, in tal caso la velocità di rotazione dovrebbe essere pari a circa 100 km/s. Per spiegare la differenza fra le velocità misurate e quella presunta, Walker et al. (1982) ricorrono all'ipotesi che le pulsazioni a cui Spica A va soggetta contribuiscano ad allargare le linee spettrali della stella e a sovrastimare la velocità di rotazione.
Lo stato evolutivo di Spica A non è del tutto chiaro, sebbene, come si è detto, ci sia un accordo unanime sul fatto che essa sia una stella che ha da poco terminato la sua fase di permanenza nella sequenza principale. Odell (1974) sostiene che ci sono tre possibili stadi evolutivi compatibili con la luminosità, la massa, la temperatura e le abbondanze di elementi chimici di Spica A. Essa potrebbe essere o alla fine della fase di fusione dell'idrogeno nel nucleo stellare, oppure nella fase di contrazione del nucleo di elio ormai inerte, oppure ancora nella fase di formazione di un guscio di idrogeno che fonde in elio intorno al nucleo inerte di elio. Data la sua massa e il suo stato evolutivo, Spica A dovrebbe avere una età compresa fra i 15 e i 20 milioni di anni. Data la sua massa, potrebbe finire la sua esistenza in una supernova di tipo II.

#### Spica B
Le caratteristiche della secondaria di Spica, chiamata Spica B, sono meno conosciute di quelle della principale. Si tratta di una stella bianco-azzurra di sequenza principale appartenente alle prime sottoclassi della classe B. In particolare, Herbison Evans et al. (1971) la classificano come B3 V, mentre il Yale Bright Star Catalogue la classifica come B2 V e Morales et al. (2000) come B4 V. Herbison Evans et al. (1971) stimano che abbia una massa di 6,8 ± 0,7 M☉, mentre J. P. Aufdenberg corregge questo dato in 6,97 ± 0,46 M☉. L'unica stima disponibile del raggio è quella di J. P. Aufdenberg che deduce un valore di 3,64 ± 0,28 R☉. In base alla sua classe spettrale, Spica B dovrebbe avere una temperatura superficiale di circa 17.000 - 18.000 K. Herbison Evans et al. (1971) stimano una magnitudine assoluta di -1,5 ± 0,2. Ciò implica una differenza di luminosità fra le due componenti di circa 2 magnitudini. Supponendo che la luminosità della primaria sia 14.800 L☉, se ne deduce che quella della secondaria è circa 2300 L☉. Per quanto riguarda la velocità di rotazione, sono stati proposti i seguenti valori, assumendo anche in questo caso che l'inclinazione orbitale sia uguale all'inclinazione dell'asse di rotazione della stella: 66 km/s (Struve et al. (1958)), 77 ± 6 km/s (Herbison Evans et al. (1971)), 97 km/s (Walker (1982)), 86 km/s (Smith (1985)), 87 ± 6 km/s (J. Aufdenberg).

### Variabilità
Struve et al. (1958) avevano già supposto che Spica manifestasse fenomeni di variabilità. Shobbrook et al. (1969) hanno misurato le variazioni di luminosità di Spica per un periodo di tre mesi e hanno concluso che manifesta due tipi di variabilità: la prima, dell'ordine del 3% e avente un periodo di 4,014 giorni, identico a quello orbitale, è dovuta alla distorsione del disco stellare della primaria, causato dalle forze mareali della secondaria. Per questa ragione Spica viene classificata come variabile ellissoidale rotante, la più brillante della sua classe. Questo tipo di variabili sono sistemi composti da stelle molto vicine tra loro che, a causa delle loro reciproche forze mareali, assumono forme ellissoidali. Non sono binarie a eclisse, ma la loro la variabilità è dovuta alla diversità dell'area delle superfici stellari visibili rivolte verso un osservatore durante il movimento delle componenti nelle loro orbite. I picchi di luminosità avvengono quando la stella rivolge all'osservatore superfici con aree maggiori.
Il secondo tipo di variazione della luminosità di Spica rilevata da Shobbrook et al. (1969) è dell'ordine del 1,6% e ha un periodo di 4,17036 ore. Secondo gli autori, queste variazioni accomunano Spica A alle variabili Beta Cephei. La variabilità dovuta a eventuali eclissi reciproche, se esiste, è inferiore al 0,5%.
Dukes (1974) ha studiato le variazioni nelle velocità radiali di Spica e ha individuato quattro diversi periodi di variazione, il più lungo dei quali ha una durata di 6,6 ore, il più corto di 4,2 ore. L'autore interpreta queste variazioni come un'ulteriore prova che Spica è una variabile Beta Cephei. Lomb (1978) afferma che le variazioni di luminosità di Spica, non dovute alla distorsione dei dischi stellari, sono progressivamente diminuite nel tempo fino a divenire nel 1976 quasi non più rilevabili. Hutchings e Hill (1977) non hanno rilevato variazioni della luminosità della stella nella banda dell'ultravioletto, ma Hutchings e Hill (1980) hanno potuto appurare una grande variabilità nelle velocità radiali della stella.
Smith (1985) ha proposto una dettagliata analisi del profilo della variabilità delle linee spettrali di Spica ed è arrivato alla conclusione che si può dare conto di essa mediante l'ipotesi che siano presenti "protuberanze" sulla superficie della componente principale che ne deformano la fotosfera. Queste protuberanze viaggiano sulla superficie della stella al suo ruotare su se stessa e con le diverse posizioni assunte dalle due stelle del sistema durante le varie fasi dell'orbita e sono prodotte dalle forze mareali della vicina secondaria. Questa ipotesi è stata ripresa e perfezionata da Harrington et al. (2009), i quali affermano che la maggior parte dei fenomeni di variabilità di Spica possono essere spiegati mediante la formazione di irregolarità superficiali prodotte dalle forze mareali e mediante il loro diverso distribuirsi durante le varie fasi orbitali. Nel modello di Harrington et al. (2009) se è vero che durante ogni fase esiste una regione della superficie della principale che si protende verso la secondaria, la forma di tale regione è complessa ed è caratterizzata da regioni più piccole più elevate alternate con regioni meno elevate, a formare delle specie di "onde". Gli studi di Smith (1985) e di Harrington et al. (2009) gettano quindi dei dubbi sulla natura di variabile β Cephei di Spica A.
Anche Spica B manifesta fenomeni di variabilità dovuti all'effetto Struve-Sahade. Tale effetto consiste in un anomalo indebolimento delle linee spettrali della stella di un sistema binario quando essa, nel suo movimento orbitale, si allontana a noi e quindi le sue linee si muovono verso il rosso. Sulle cause di questo fenomeno sono state fatte parecchie ipotesi; una fra le più accreditate lo imputa al potente vento stellare della primaria, che deflette la luce della secondaria quando questa recede rispetto a noi.
La collisione fra i venti stellari delle due componenti della binaria fa anche sì che Spica sia una emettitrice di raggi X.

## Etimologia e cultura

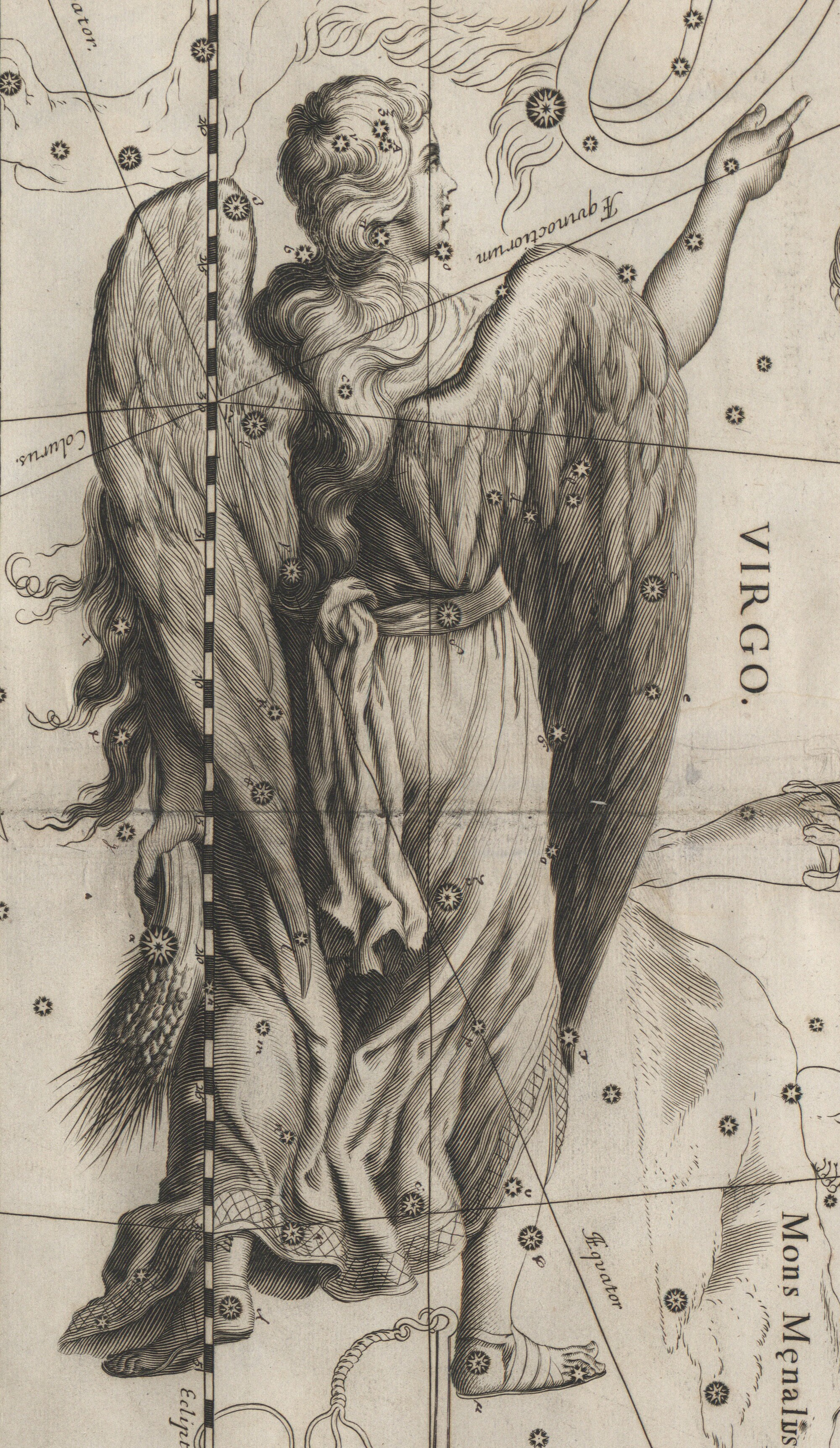
Rappresentazione della Vergine. Nella mano sinistra, ella tiene un fascio di spighe di grano; Spica è posta in corrispondenza di tale fascio.

Il nome Spica deriva dalla parola latina spica virginis che significa la spiga di grano della Vergine, in riferimento alla pianta che la Vergine regge in mano nelle rappresentazioni canoniche del personaggio dello zodiaco. L'identificazione della costellazione con una figura femminile si perde nella notte dei tempi, avendo riscontro, oltre che in ambiente latino, in ambiente greco (dove era spesso identificata con Persefone), antico egiziano (dove era identificata a volte con Iside), sumerico (dove era identificata con Ištar) e indiano (dove era identificata con Kanya, la madre del dio Krishna). L'associazione della figura femminile con il grano deriva invece probabilmente dal fatto che essa è visibile appena dopo il tramonto a ovest durante la stagione della mietitura. Anche questa associazione della Vergine e, in particolare, di Spica con il grano è diffusa in vari ambienti culturali da almeno 2000 anni. Per esempio, uno dei nomi greci di Spica era Στάχυς, che probabilmente significava "spiga", così come l'ebraico Shibbōleth, il siriano Shebbeltā, il persiano Chūshe e il turco Salkim; allo stesso modo, i nomi arabi Sunbulah e Al ʽAdhrā' significavano rispettivamente "spiga" e "vergine".
Un altro nome arabo era السماك الأعزل, Al Simak al A'zal, che significava "il Simak disarmato", essendo invece Arturo Al Simak al Ramih, "il Simak armato". Il significato di Simak è incerto, mentre il riferimento al possedere o meno le armi deriva probabilmente dal fatto che nelle vicinanze di Arturo sono visibili delle stelle, seppure deboli, mentre Spica appare più isolata nel cielo: η Bootis (Mufrid), insieme ad altre stelle, potrebbe quindi costituire la lancia di Arturo, mentre Spica ne sarebbe priva. Da Al Simak al A'zal deriva il medioevale Azimech.
Per i cinesi la stella era conosciuta con il nome di Kió (角宿一) (il corno); essa apparteneva a Jiao Xiu, una delle costellazioni cinesi; in tempi più antichi Spica veniva chiamata anche Keok o Guik, la stella di primavera.
Per i babilonesi rappresentava la "sposa di Bel", e come Sa-Sha-Shirū, la cintura della Vergine, rappresentava il ventesimo asterismo dell'eclittica. Un nome usato dagli antichi egizi era "Portatore di liuto", ma era chiamata anche Repā, "il Signore", e si pensa che uno dei templi di Tebe fosse stato costruito orientandolo verso Spica. Nell'astronomia Indù invece veniva chiamata Citra ed era la stella associata al dodicesimo Nakshatra (costellazione), la quale aveva una lampada o una perla come simbolo e Vishvakarman, l'architetto dell'universo, come divinità collegata.
In astrologia si crede che Spica porti successo, celebrità, ricchezze, un carattere dolce, amore per l'arte e la scienza, ma anche mancanza di scrupoli, sterilità e una tendenza all'ingiustizia verso gli innocenti.

### Uso del nome
1. Spica è il nome del primo periodico di astronomia sloveno, diretto da Bojan Kambič e pubblicato dal 1993[46].
2. Il gruppo musicale rock giapponese Plastic Tree ha pubblicato nel 2007 una canzone dal titolo Spica.
3. Molti aerei dell'Alitalia, come il Sud Aviation Caravelle I-DABZ, sono o sono stati denominati come questa stella.
4. Un girl group sudcoreana prende appunto il nome dalla stella, Spica.
5. Spica è il nome di uno dei protagonisti della saga Cronache del regno della fantasia di Geronimo Stilton.
6. Una torpediniera della Regia Marina, poi venduta alla Svezia, fu chiamata Spica e diede il nome all'intera Classe Spica composta da altre navi con nome di costellazioni.
7. Spica (スピカ?, Supika, Pervinca nella versione italiana) è il nome di una dei personaggi del videogioco della Nintendo Animal Crossing: New Horizons per Nintendo Switch[47].
8. Prima chiamata Louis Arneb, Spica è il nome di uno dei personaggi della Light novel, scritta da Tappei Nagatsuki, Re:Zero - Starting Life in Another World, prendendo il nome proprio dalla suddetta stella.